# Kurt Bachmann
Kurt Bachmann (ur. 22 czerwca 1909 w Düren, zm. 23 lutego 1997 w Kolonii) – niemiecki polityk komunistyczny. Przewodniczący Niemieckiej Partii Komunistycznej w latach 1968–1973, laureat Międzynarodowej Leninowskiej Nagrody Pokoju.